# College Road Trip
College Road Trip (bra: Como Viajar com o "Mala" do Seu Pai; prt: Universidade, a Quanto Obrigas!) é um filme de comédia dramática e familiar estadunidense de 2008, dirigido por Roger Kumble e estrelado por Martin Lawrence, Raven-Symoné, Kym Whitley, Brenda Song, Margo Harshman e Donny Osmond. A trama é centrada na adolescente Melanie Porter (Raven-Symoné), que para escolher uma faculdade, acaba fazendo uma viagem para diferentes universidades com seu pai superprotetor e seu irmão caçula. Foi lançado pela Walt Disney Pictures em 7 de março de 2008. O filme recebeu críticas negativas.

## Premissa
Escolher a faculdade pode ser um dos momentos mais emocionantes na vida de uma garota... a menos que um pai hiperprotetor não esteja pronto para isso. Melanie Porter (Raven-Symoné), uma adolescente de 17 anos ambiciosa e confiante, está entusiasmada com este primeiro passo em direção à sua independência e organiza uma viagem com suas amigas para dirigirem por várias universidades, incluindo a Universidade de Georgetown. Mas quando seu pai, o delegado James Porter (Martin Lawrence), que queria ver a filha frequentando a Universidade do Noroeste por ficar a apenas 28 minutos de casa, insiste em acompanhá-la, Melanie descobre que a viagem dos seus sonhos se transformou em um pesadelo, cheio de momentos cômicos, curvas e confusões.

## Elenco
- Raven-Symoné como Melanie Porter, filha de Michelle e James e uma adolescente muito inteligente com aspirações de entrar em Georgetown.
- Martin Lawrence como Delegado James Porter, veterano do Exército e chefe de polícia de um pequeno subúrbio de Illinois. Ele é um pai superprotetor com sua família e extremamente preocupado, sobretudo com a filha Melanie, porém, acaba finalmente deixando Melanie e permitindo que ela viva sua vida.
- Kym Whitley como Michelle Porter, a agente imobiliária esposa de James e mãe de Melanie e Trey.
- Eshaya Draper como Trey Porter, o filho caçula de James e Michelle e irmão de Melanie. Ele é muito dotado intelectualmente, além de talentoso para sua idade. Ele gosta de passar o tempo ao lado do porco da família, Albert.
- Donny Osmond como Doug Greenhut, um homem excessivamente enérgico que também está levando sua filha igualmente energética em uma viagem para visitar faculdades. Ele ajuda James e Melanie quando quando o carro deles quebra e inicialmente assusta James, mas acaba e se tornando amigo dos Porter, embora irrite James inicialmente. No final, é mostrado que as famílias viram amigas enquanto celebram juntas o Dia de Ação de Graças.
- Molly Ephraim como Wendy Greenhut, uma jovem enérgica e divertida que está em uma excursão universitária com o pai e acaba fazendo amizade com os Porters. No final, ela fica noiva de Scooter.
- Margo Harshman como Katie, amiga de Melanie
- Brenda Song como Nancy, amiga de Melanie
- Arnetia Walker como Vovó Porter, mãe de James
- Vincent Pastore como Freddy
- Benjamin Patterson como Tracy
- Lucas Grabeel como Scooter, membro da turma de formandos de Melanie e seu rival intelectual. Ele se comporta exatamente como Doug e acaba ficando noivo de sua filha no final.
- Will Sasso como Deputado O'Malley, um dos cooperadores de James na força policial
- Geneva Carr como a Sra. O'Malley, esposa grávida do Deputado O'Malley
- Josh Meyers como Deputado Stuart, um dos cooperadores de James na força policial
- Julia Frisoli como a Sra. Greenhut, esposa de Doug e mãe de Wendy
- Adam LeFevre como Juiz
- Michael Landes como Donny
- Kristian Kordula como Nick
- Joseph R. Gannascoli como Sr. Arcarra
- Kelly Coffield Park como Patriarca da Irmandade Feminina
- Brianna Shea Russo como Ally

## Produção
Cinco Paul e seu parceiro Ken Daurio escreveram o rascunho do roteiro. O filme foi criado no Disney Writers Program por Carrie Evans e Emi Mochizuki. Foi produzido por Andrew Gunn/Gunn Films e dirigido por Roger Kumble.
As filmagens começaram em 08 de julho. O nome original da personagem de Raven-Symoné seria Rachael.

## Divulgação
Para promover o filme nos Estados Unidos, Raven-Symoné apareceu na WWE WrestleMania XXV, Chelsea Lately, TRL, Live with Regis and Kelly, The View, 106 & Park, The Cheetah Girls e The Oprah Winfrey Show. A música tema do filme foi "Double Dutch Bus", cantada por Raven-Symoné. O videoclipe da música apareceu no Disney Channel e foi incluído no álbum autointitulado da atriz. O videoclipe incluía cenas do filme. Anúncios de TV do Disney Channel foram ao ar promovendo o filme nos Estados Unidos.
O primeiro trailer do filme apareceu ao lado de Mr. Magorium's Wonder Emporium e Enchanted.
Na Austrália, o filme não recebeu um lançamento oficial ou em cinemas. Embora os comerciais e promoções do filme tenham sido exibidas no Disney Channel, nunca foi informada uma data confirmada para o filme começar a ser exibido nos cinemas, tendo seu lançamento direto em DVD.

## Lançamento

### Mídia doméstica
O filme foi lançado em DVD e Blu-ray em 15 de julho de 2008. Ambos os lançamentos em DVD e Blu-ray contêm cenas bônus.
College Road Trip vendeu 439.809 cópias na primeira semana de lançamento, arrecadando US$ 8.030.648 de receita adicional para a franquia. Vendeu um total de 1.004.834 cópias desde seu lançamento e arrecadou um total de US$ 18.461.049 em vendas de DVD.

## Recepção

### Resposta da crítica
O agregador de críticas Rotten Tomatoes deu ao filme um índice de aprovação de 12% com base em 74 críticas, com uma classificação média de 3,3/10. O consenso crítico do site diz: "Cheio de piadas estridentes e palhaçadas medianas, College Road Trip é totalmente carente de imaginação cômica." O Metacritic deu ao filme uma pontuação média ponderada de 34 em 100, com base em 46 críticos, indicando "críticas geralmente desfavoráveis". O público pesquisado pelo CinemaScore deu ao filme uma nota média de "A−" em uma escala de A+ a F.
O The New York Times ressaltou críticas positivas sobre as atuações do elenco principal. O 411 Mania deu ao filme uma pontuação final de 7,5 em 10 com base em várias críticas e conseguiu dar uma crítica positiva ao DVD. O filme também recebeu críticas positivas do Blu-ray.com, Kansas City Star e várias outras publicações, incluindo o Pittsburgh Post-Gazette. O filme também recebeu críticas negativas do USA Today e do San Francisco Chronicle.

### Bilheteria
Em seu fim de semana de estreia, o filme arrecadou aproximadamente US$ 13,6 milhões em 2.706 cinemas nos Estados Unidos e Canadá, ficando em segundo lugar nas bilheterias. O filme continuou arrecadando US$ 31.117.834 no final do mês e fechou com ganhos acima de US$ 45 milhões em territórios nacionais.

## Livro
Em maio de 2008, a Disney Press lançou um livro baseado no filme escrito por Alice Alfonsi. O romance tem como capa o pôster original impresso do filme.

## Prêmios e indicações
| Ano  | Prêmio                                     | Categoria                                                           | Resultado |
| ---- | ------------------------------------------ | ------------------------------------------------------------------- | --------- |
| 2008 | Teen Choice Award                          | "Melhor Filme Cômico"                                               | Indicado  |
| 2008 | Golden Icon Awards/28th Golden Icon Awards | "Melhor Filme Favorito"                                             | Indicado  |
| 2008 | Summer Fort Myers Beach Film Festival      | "Comédia Adolescente Favorita do Verão"                             | Venceu    |
| 2009 | Teen Film/TV Series International Awards   | Melhor Atriz: Papel Principal em Filme de Comédia para Raven-Symoné | Venceu    |
| 2009 | Teen Film/TV Series International Awards   | Melhor Filme Adolescente do Ano                                     | Venceu    |
| 2009 | Teen Film/TV Series International Awards   | Melhor Filme de Comédia do Ano                                      | Venceu    |